# Ängskyrkan
Ängskyrkan är en kyrka i Storvreten i Tumba i Botkyrka kommun. Den invigdes 1993 och var då en samarbetskyrka mellan Botkyrka församling och Ängskyrkans missionsförening, en del av EFS. Sedan 2016 är EFS-föreningen nedlagd och Ängskyrkan ägs i dag helt av Botkyrka församling.
Ängskyrkans kyrksal rymmer cirka 250 personer.

## Historia
Ängskyrkans historia kan följas till den verksamhet som EFS startade i Tumba 1881, i form av missionshuset Elimsborg i Broängen. Där pågick verksamheten fram till en period under 1960-talet, då verksamheten låg nere. 1967 skedde dock en nystart i samma lokaler, nu under det nya namnet Broängskyrkan. År 1970 blev Broängskyrkan utbyggd genom att man satte ihop den med en vandringskyrka.
1972 slöts ett samarbetsavtal med dåvarande Tumba församling som innebar att Broängskyrkan blev en del av Svenska kyrkan, men missionsföreningen hade ansvaret för den dagliga verksamheten i kyrkan. I slutet av 1980-talet hade man börjat växa ur lokalerna, vilket resulterade i att det beslutades att uppföra en ny kyrka; detta är kyrkan som idag är känd som Ängskyrkan.
Kyrkan ritades av arkitekt Bertil Håkansson och invigdes den 5 september 1993 av biskop Henrik Svenungsson och EFS missionsföreståndare Bertil Johansson.
Martin Modéus, senare biskop i Linköpings stift, var mellan 2000 och 2003 distriktsledare och komminister i Ängskyrkan.
2016 lades EFS-föreningen i Ängskyrkan ned. I samband med detta beslutades det att Ängskyrkan skulle drivas vidare av Botkyrka församling.

## Kyrkobyggnaden
Kyrkan är en del av ett större komplex med samlingssal, kontor och lokaler för barn- och ungdomsverksamheten. Anläggningen är byggd i gult tegel, och taket är belagt med tegelpannor. På ena gaveln hänger ett stort kors i mässing. Kyrkan saknar klocktorn, och intill den står i stället en klockstapel i samma material som kyrkan, med ett utskjutande sadeltak.
Kyrkorummet är i det närmaste kvadratiskt. Innerväggarna är tapetserade med en vitgrå väv, och innertaket är glespanelat och laserat i samma nyans. Rummet är möblerat på diagonalen, med bänkraderna i en halvcirkel mot det fristående altaret, som står framför en skärmvägg i ett hörn i kyrkorummet. Ingången är i motsatt hörn mot altaret, och ovanför den finns körläktare för musiker och sångare. Bakom skärmväggen finns ett mindre kapell. Det stora kyrkorummet rymmer omkring 150 personer, men en vikvägg i rummet kan öppnas och ge plats för 70 personer till.

## Inventarier
Altartavlan i textil kallas Vägen till himmelen och är inspirerad av Britt G. Hallqvists psalm Vi är ett folk på vandring. Den är utformad av Anna Lisa Odelqvist-Kruse och vävd av Ulla Parkdahl. På väven syns människor på väg, nattvarden, de fem bröden och två fiskarna, samt flera andra kristna symboler. Det fristående altaret är i vitlaserat trä, och smyckas av ett glaskors av Olle Nyman. Nyman står även för ett krucifix i kyrkan, en Kristusfigur i sten på ett metallkors.
Orgeln är byggd av Grönlunds orgelbyggeri i Gammelstad 1982. Ljusbäraren är designad av Jan-Eric Lindström, medlem i Ängskyrkans missionsförening, och smidd av Jan Johansson från Grödinge. Predikstolen och dopfunten är i vitlaserat trä. Den sistnämnda är efter arkitektens ritning, med en dopskål av Sofia Björkman.
I kyrkan finns också tre stora teckningar av den kände Tumba-målaren Sven "X:et" Erixson. En av teckningarna föreställer ett kyrkfönster, och två föreställer änglar. Teckningarna är 1920-talsskisser till kyrkutsmyckningar som aldrig utförts.